# Bald-Hills-Krieg
Als Bald-Hills-Krieg (1858–1864) wird eine Reihe bewaffneter Konflikten und Feldzüge bezeichnet, die sich im Bundesstaat Kalifornien zugetragen hatten und von den kalifornischen Söldnern, kalifornischen Freiwilligen und der US-Armee gegen die Indianerstämme der Chilula, Lassik, Hupa, Mattole, Nongatl, Sinkyone, Tsnungwe, Wailaki, Whilkut und Wiyot geführt wurden.
Der Krieg ereignete sich überwiegend in den nordkalifornischen Bezirken Mendocino, Trinity, Humboldt, Klamath und Del Norte. Während des Bürgerkrieges gründete die US-Armee am 15. Januar 1861 die Kommandos Department of the Pacific und am 12. Dezember desselben Jahres das in Fort Humboldt ansässige Humboldt Military District, das mit der Dezimierung der indigenen Bevölkerung und Förderung des Krieges gegen diese Völker betraut wurde. An der ehemaligen Wirkungsstätte des Humboldt Military District in Eureka wurde indessen der California State Historic Park errichtet.

## Ursachen des Konflikts
Es gab etliche Auslöser des Krieges, insbesondere die Störung der Indianer durch kommerzielle Jagd und die Beweidung der Feldfrüchte durch das Vieh der Siedler. Es wurden Rehe und Elche zum Zweck der Produktion von Handschuhen für die Bergarbeiter gejagt. Essbare Pflanzsorten, die den indigenen Völkern des Landes als Nahrungsquelle dienten, wurden durch das Vieh der Siedler gefressen. Der Zustand der Indianerstämme wurde schon zuvor infolge des Klamath and Salmon Fluss Krieges (Klamath and Salmon River War) in 1855 belastet, aber mit dem Zustrom neuer Siedlergemeinschaften hat sich die Lage der in Bald Hills bodenständigen Stämme noch weiter verschlimmert.
Ab 1856 wurden tausende Hektare des von Indianerstämmen beheimateten Gebietes durch die Siedler für den Anbau von Weizen-, Hafer- und Kartoffelfeldern in Gebrauch genommen. Die einverleibten Gebiete befanden sich vorwiegend um Humboldt Bay in den Tälern der Eel, Mad und Bear Flüsse. Ab 1856 wurde ebenfalls die Holzindustrie mit neuen Dampfsägewerken und einer jährlichen Kapazität von 24 Millionen Board Feet gegründet. Die in Humboldt County angesiedelten Landwirte konnten eingedenk ihrer Erzeugnisse hohe Gewinne erwirtschaften, indem sie diese in die Bergwerke in Klamath und Trinity Countys mittels Maultiere durch den Bald-Hills-Pfad transportierten und dort an die Bergarbeiter veräußerten.
Besonders anstrengend entfaltete sich die Lage in solchen Stämmen wie dem der Whilkuts, weil ihre Gebiete am wesentlichsten von den Siedlergemeinschaften betroffen wurden. Aufgrund der Beweidung ihrer Gelände wurde ihre Existenz als Ganzes gefährdet. Nach dem Winter in 1857 hat der durch die Siedler durchgeführte Eingriff in die Nahrungsquelle der Indianer eine Krise in 1858 ausgelöst, gefolgt von einer Serie unbedeutender Geplänkel zwischen Februar und Juni 1858. Die Ermordung von William E. Ross, einem Packer am 23. Juni 1858, wird als Hauptauslöser genannt.

## Wintoon Krieg und die Ausbreitung des Konflikts
Der Krieg begann mit bewaffneten Konflikten zwischen dem Whilkut Stamm, auch bekannt als die „Redwoods“ und „Wintoons“, und den ansässigen Siedlergemeinschaften auf der Route zwischen Humboldt und Trinity Countys, in Klamath County am Redwood Creek und im Bald-Hills-Gebirge. Am 1. Juli 1858 organisierten drei Parteien freiwilliger Kämpfer eine Kampagne gegen die Indianer am Redwood Creek und am Upper Mad Fluss unweit der Pardees Viehfarm. Nachdem der Feldzug der Miliz gegen die indianischen Kräfte missraten ist, errichteten die Bürger von Eureka und Union mittels Spenden freiwillige Kompanien zur Bekämpfung der Indianer. Es wurden ebenfalls Sitzungen anberaumt, in denen Bewohner der Städte Union und Eureka über mögliche Schutzmaßnahmen während des gegen die Whilkut geführten Krieges beratschlagen haben.
Am 5. September 1858 informierte Gouverneur John B. Weller Generaladjutanten William C. Kibbe über die Lage in Trinity und Humboldt Countys, nämlich über die durch Indianer begangenen Ermordungen von mehreren Menschen und Unruhen auf der Route von Weaverville nach Humboldt Bay. Die Kommunikation zwischen den beiden Territorien wurde infolge des Krieges und der für die Reisenden auf dieser Route zunehmenden Gefahr sistiert. Der Gouverneur wurde ersucht, die Route wiederzueröffnen und für Reisende abzusichern. Ferner versetzte der Gouverneur den Generaladjutanten Kibbe in die genannte Region, um über den Zustand der Lage einen Bericht zu erstatten und eine genaue Anzahl von feindseligen Indianern in der Umgebung zu ermitteln. Falls die Whilkut weiterhin eine Gefahr entlang der Route darstellten, müsste Kibbe eine militärische Einheit freiwilliger Kämpfer zum Zweck derer Bekämpfung zusammenstellen, da es wesentlich war, die Kommunikation zwischen den Countys und die Sicherheit der Bürger aufrechtzuerhalten.
William C. Kibbe ersah Isaac G. Messec als Kapitän der neu organisierten kalifornischen Miliz aus, die den Namen „Trinity Rangers“ trug. Unter der Führung von Messec erfolgte ein Feldzug gegen die Whilkut Indianer im Winter und Herbst 1858–1859. Aufgrund schwerer Wetterbedingungen wurde dem sogenannten Wintoon Krieg ein Ende gesetzt; die Whilkut Indianer mussten infolge mangelnder Nahrungsquellen kapitulieren und wurden anschließend in die Mendocino Indian Reservation umgesiedelt.
Abgesehen davon, dass der Wintoon Krieg beendet wurde, breitete sich der Konflikt auf die Chilula Völker und daraufhin auf die am Eel Fluss, Mattole Fluss und Bear Fluss beheimateten Athapaskan und Mattole Völker aus. Außerdem sind die Whilkut Indianer allmählich in den Süden ihrer damaligen Gelände zurückgekehrt. Infolgedessen hat die US-Armee Fort Gaston an Trinity und Eel Flüssen etabliert, wo der Hupa Volksstamm ansässig war, um den Frieden zu bewahren. Den Truppen der Armee ist der Schutz der Siedler vor den Attacken der Indianer nicht gelungen, weswegen sich die Siedler in der Umgebung zerstreuten.

## Taten der einheimischen Miliz und der Wiyot Massaker
Mit der Tötung eines örtlichen Ranchers, der sein Vieh wiederzuerlangen versuchte, wurde die vom Bundesstaat nicht-anerkannte Hydesville Volunteer Company 1859 formiert, die sich aufgrund fehlender Finanzmittel im Januar 1860 auflöste. Anschließend haben die örtlichen Bewohner am Eel Fluss die bundesstaatliche Humboldt Volunteers Miliz im Februar 1860 gebildet; jedoch wurde auch diese Miliz 1860 aufgrund eines am 26. Februar 1860 gegen den um Humboldt Bay lebenden Wiyot Volksstamm begangenen Massakers aufgelöst. Manche der Freiwilligen wurden zwar des Massakers bezichtigt, blieben aber unbestraft. Sukzessiv haben die Siedler ihre Viehfarmen verlassen und ein neues Refugium an der Küste des Bundesstaates zwischen 1860 und 1862 gefunden.

## Erste Kampagne der kalifornischen Freiwilligen
In 1861 wurden die nach Kalifornien versetzten Armee Truppen wegen des Bürgerkrieges nach Osten eingezogen. Die Truppen des Kalifornischen Freiwilligen-Regiments mussten das unter Col. Francis J. Lippitt geführte Humboldt Military District bemannen, um die in den Bürgerkrieg eingerückten US-Armee Soldaten zu ersetzen. Sie hatten Wachposten errichtet, um die Siedler vor den Angriffen der Indianer zu schützen, was allerdings wenig Erfolg brachte. Allerdings konnte Lippitts Einheit am 31. Juli 1862 mit der Kapitulation der Indianer bei Fort Baker obsiegen. Am 10. August desselben Jahres konnte die Einheit 212 Indianer inhaftieren, die sie mit den anderen 462 Festgenommenen in das auf der Samoa Halbinsel in Humboldt Bay befindende Gefängnis eingewiesen hatte. Anschließend wurden die sämtlichen 834 Insassen per Dampfschiff nach Crescent City transportiert, wo sie nahe Fort Lincoln in einem Reservat einquartiert wurden.

## Zweijähriger Krieg und Ende des Konflikts
Am 13. Juli 1863 wurde Col. Lippett durch Oberstleutnant Stephen G. Whipple des ersten Kalifornischen Bataillons entlassen. Dieses Ereignis erwies sich als das Ende des zweijährigen Konflikts. Jedoch wurde unter Oberstleutnant Whipple weiterhin Patrouillen und Scharmützel ausgeführt. Derweil Whipple abwesend war, übernahm Henry M. Black interimistisch seine Stellung, unter dessen Leitung mehrere Indianer liquidiert und festgenommen worden sind. Während Whipples Regentschaft haben sich die Indianer ihren Feinden ergeben und im August des Jahres 1864 mit den kalifornischen Kräften ein Friedensabkommen vereinbart. Die kalifornischen Kräfte verblieben bis zum Ende des Bürgerkrieges 1865 in ihren Garnisonen.

## Weitere Lektüre
- Clinton Hart Merriam: Map of tribes around the Hoopa Reservation. In: Original in United States National Archives, Washington D.C. United States B.A.E, abgerufen am 18. Dezember 2012 (englisch).
- Thomas S. Keter: Early Trails of Southwestern Trinity County. Trinity County Historical Society-May 1998, Februar 2009, archiviert vom Original am 25. April 2012; abgerufen am 18. Dezember 2012 (englisch).